# Erich Neumann (staatssecretaris)
Erich Neumann (Forst (Lausitz), 31 mei 1892 - Garmisch-Partenkirchen, 23 maart 1951) was een Duitse ambtenaar in het nationaalsocialistische regime.
Neumann werd geboren in een lutherse familie. Hij studeerde rechten aan de universiteit van Freiburg. Na zijn eerste staatsexamen werd hij tijdens de Eerste Wereldoorlog voor militaire dienst opgeroepen. Hij bereikte de rang van Oberleutnant (eerste luitenant) maar verliet in 1917 de actieve dienst wegens een ernstige verwonding aan zijn hand. Hij studeerde daarna verder in Leipzig en Halle.
In 1923 kreeg hij een positie in de rang van Regierungsrat op het Pruisische ministerie van Handel. In 1927/28 werd hij Landrat in Freystadt, daarna werkte hij weer op het Pruisische ministerie van Handel, nu in de hogere rang van Ministerialrat. In september 1932 werd hij bevorderd tot Ministerialdirektor op het Pruisische Staatsministerium, het bureau van de minister-president, enkele weken nadat Franz von Papen de macht over Pruisen had verkregen. Neumann was op het Staatsministerium verantwoordelijk voor administratieve hervormingen.
In vergelijking met andere topambtenaren en -politici in het Derde Rijk werd Neumann pas laat lid van de nazipartij. Dat gebeurde in 1933, vier maanden nadat Hitler de macht had gegrepen. Daarvoor was hij lid van de toen nog samen met de NSDAP regerende DNVP geweest. In augustus 1934 trad Neumann toe tot de SS, in de rang van SS-Sturmbannführer (hij zou uiteindelijk, in 1939, de rang van SS-Oberführer verkrijgen). In 1935, 1936 en 1937 slaagde hij er tevens in enige militaire basistraining te volgen, ondanks zijn oude handverwonding, en hij eindigde met de rang van reserve-ritmeester.
Hermann Göring was inmiddels, in april 1933, benoemd tot minister-president van Pruisen. Dit was tegen 1935 een grotendeels ceremoniële taak geworden, omdat de centrale regering feitelijk de bevoegdheden overgenomen had van de oude deelregeringen. Maar daarnaast werd Göring in september 1936 benoemd tot Gevolmachtigde voor het Vierjarenplan, het nationaalsocialistische economische programma uit dat jaar. Hij maakte vervolgens zijn Pruisische Staatsministerium tot uitvoeringsorganisatie voor het Vierjarenplan, en Neumann kreeg hierin een verantwoordelijke positie. Hij werd onder meer verantwoordelijk voor het vraagstuk van de buitenlandse deviezen. Een van de doelen van het Vierjarenplan was het stimuleren van de binnenlandse productie en het daarmee sparen van de beperkte voorraad aan goud en buitenlandse deviezen.
In 1938 werd Neumann benoemd als Staatssekretär voor het Vierjarenplan. Hij werd in de jaren daarna ook betrokken bij de economische uitbuiting van de gebieden die door Duitsland in de Sovjet-Unie waren veroverd, en hij werkte mee bij het opzetten van Kontinentale Öl, een staatsbedrijf dat onder meer de aardolievelden in Roemenië en de bezette delen van de Sovjet-Unie moest exploiteren. Het is niet duidelijk in hoeverre Neumann ook betrokken was bij de onder het Vierjarenplan ressorterende Haupttreuhandstelle Ost, het bureau dat onder meer tot doel had de Poolse Joden het leven economisch onmogelijk te maken door confiscatie van eigendommen. Wel moet hij op de hoogte zijn geweest van Reinhard Heydrichs bevel in september 1939 om Joden bijeen te drijven in getto's "in afwachting van het uiteindelijke doel"
In 1941 werd Neumann uitgenodigd aanwezig te zijn bij wat later de Wannseeconferentie zou gaan heten: een korte bijeenkomst in januari 1942 van vijftien hooggeplaatste nazi-ambtenaren waarin de Endlösung der Judenfrage (feitelijk het vermoorden van alle Joden in Europa) op de agenda stond. Het is niet geheel duidelijk waarom juist hij was uitgenodigd. Neumann sprak volgens de notulen van de conferentie slechts eenmaal: hij vroeg om de Joodse dwangarbeiders die in de oorlogsindustrie werkten niet eerder te deporteren ('evacueren' in het eufemistische taalgebruik in de notulen) dan dat er vervanging beschikbaar was.
Het is niet duidelijk hoe groot de rol was die Neumann speelde bij het plannen van de genocide op de Joden. Maar ook hier is zeker dat hij vrij nauwkeurig op de hoogte was van genomen maatregelen.
De relevantie van het Vierjarenplan was op dat moment al sterk verminderd en vanaf februari 1942 was het feitelijk Albert Speer en niet Hermann Göring die de Duitse oorlogseconomie leidde. Op eigen verzoek werd Neumann op 1 augustus 1942 ontslag verleend. Hij werd daarna algemeen directeur van het Duitse Kalisyndicaat. In 1944 deed hij, met het oog op de naderende nederlaag van Duitsland, zijn staatsobligaties van de hand.
Na de Duitse capitulatie in 1945 werd Neumann opgepakt en verhoord. In 1948 werd hij op zijn eigen verzoek weer vrijgelaten vanwege zijn zwakke gezondheid. In 1951 stierf hij.